# Vîșneakî, Borodeanka
Vîșneakî (în ucraineană Вишняки) este un sat în comuna Maidanivka din raionul Borodeanka, regiunea Kiev, Ucraina.

## Demografie
Componența lingvistică a localității Vîșneakî
     Ucraineană (100%)
Conform recensământului din 2001, toată populația localității Vîșneakî era vorbitoare de ucraineană (100%).